# Juan Calvo Calvo
Juan Calvo Calvo va ser militar espanyol que va lluitar en la Guerra Civil espanyola amb la República. Era germà del també militar Martín Calvo Calvo.

## Biografia
En iniciar-se la revolta al juliol de 1936 era comandant d'enginyers. Va ser cap de l'Estat Major de la columna Mangada, amb la qual possiblement va actuar per la zona d'Àvila i Navalperal de Pinares des d'agost o setembre. Manarà per un temps la columna Pispada en substitució de Manuel Márquez, sent ell rellevat per Nilamón Toral.
La següent notícia que tenim d'ell és que arriba al front de Madrid a la fi de novembre de 1936 al comandament del batalló de voluntaris de Castelló núm. 1 per reforçar a la guarnició de la ciutat.
En l'estiu de 1937 és nomenat cap de la 224a Brigada Mixta, formada per batallons de la Defensa de Costes de Catalunya. A la fi d'any la seva unitat s'integra en la 72a Divisió, quedant en reserva durant la batalla de Terol. Participarà també amb la seva unitat en la retirada d'Aragó (març de 1938), i fou posat en retirada successivament als fronts de Belchite, Escatrón i Casp.